# مطار نانينغ وشو الدولي
مطار نانينغ الدولي (بالإنجليزية: Nanning Wuxu International Airport)‏ (إياتا: NNG، إيكاو: ZGNN) يقع في مدينة نانينغ في جمهورية الصين الشعبية. صنف مطار نانينغ الدولي في المرتبة السابعة والعشرون في الصين من حيث عدد الركاب عام 2011 وفقًا لإدارة الطيران المدني في الصين، حيث تعامل مع 6,464,428 راكب، وبلغ إجمالي حركة الطائرات (القادمة والمغادرة) 59,181 طائرة وقد بلغت كمية البضائع المنقولة عبر المطار 67,634 طن.

## شركات الطيران والوجهات

### الركاب
| شركـات طيـران            | الوجهات |
| ------------------------ | --- |
| 9 Air                    | مطار شيشوانغباننا غاسا، مطار نانيانغ يانتشنغ |
| طيران آسيا               | مطار كوالالمبور الدولي |
| طيران الصين              | مطار بكين العاصمة الدولي، مطار بكين داشينغ الدولي، مطار تشنغدو شوانغليو الدولي، مطار تشنغدو تيانفو الدولي، مطار هانغتشو شياوشان الدولي، مطار شانغهاي بودنغ الدولي، مطار تيانجين الدولي |
| Air Guilin               | مطار تشونغتشينغ جيانغبى الدولي، مطار غينغادو جياودونغ الدولي، مطار جينجيانغ تشيوانتشو، Wuhu، مطار سوزهو جوانين |
| طيران ماكاو              | مطار ماكاو الدولي |
| خطوط العاصمة بكين الجوية | Dazhou، مطار هايكو ميلان الدولي، مطار هانغتشو شياوشان الدولي، مطار هوانغشان تونشي الدولي، مطار جينغقانغشان، مطار ساني ليجيانغ، مطار غينغادو جياودونغ الدولي، مطار سانيا فينيكس الدولي، مطار شيان شيانيانغ الدولي |
| Cambodia Angkor Air      | مطار بنوم بنه الدولي |
| Chengdu Airlines         | مطار تشنغدو تيانفو الدولي، Dazhou، مطار جييانغ شاوشان، مطار نانتشانغ تشانغبى الدولي، مطار نانجينغ الدولي، مطار تشانغجياجيه هيهوا، مطار تشوشان بوتوشان |
| خطوط شرق الصين الجوية    | مطار تشانغتشو بيننو، مطار تشنغدو تيانفو الدولي، مطار حيفي شينكياو الدولي، مطار جينغقانغشان، مطار كونمينغ جانغشوي الدولي، مطار لانتشو تشونغ تشوان، مطار ساني ليجيانغ، مطار نانتشانغ تشانغبى الدولي (تبدأ في 15 يوليو 2023)، مطار نانجينغ الدولي، مطار نينغبو ليش الدولي، مطار بوير سيماو، مطار شانغهاي بودنغ الدولي، مطار تاييوان وسو الدولي، مطار ونزهو يونجقيانج الدولي، مطار شيان شيانيانغ الدولي |
| طيران الصين اكسبرس       | مطار قوزهو، Wuhu، مطار شينغي |
| خطوط جنوب الصين الجوية   | مطار دون موينغ،، مطار سوفارنابومي الدولي، مطار بكين داشينغ الدولي، مطار تشانغتشون الدولي، مطار تشانغشا هوانغوا الدولي، مطار تشنغدو تيانفو الدولي، مطار تشونغتشينغ جيانغبى الدولي، مطار داليان الدولي، مطار قوانغتشو باييون الدولي، مطار قويلين يانغ جيانغ الدولي، مطار قوييانغ لونغدونغابو الدولي، مطار هايكو ميلان الدولي، مطار هانغتشو شياوشان الدولي، مطار هاربين الدولي، مطار حيفي شينكياو الدولي، مطار هوهوت بايتا الدولي، مطار هوايان ليانشوي، مطار جييانغ شاوشان، مطار لانتشو تشونغ تشوان، مطار نانتشانغ تشانغبى الدولي، مطار نانشونغ غاوبينغ، مطار نينغبو ليش الدولي، مطار غينغادو جياودونغ الدولي، مطار شانغهاي بودنغ الدولي، مطار شنيانغ الدولي، مطار شينزين باوان الدولي، مطار شيجياتشوانغ تشنغدينغ الدولي، مطار تاييوان وسو الدولي، مطار تايتشو وقياو، مطار أورومتشي الدولي، مطار ووهان الدولي، مطار شيامن قاوتشي الدولي، مطار شيان شيانيانغ الدولي، مطار شينينغ الدولي، مطار شيشوانغباننا غاسا، مطار سوزهو جوانين، مطار نانيانغ يانتشنغ، مطار يشهون مينغيويشان، مطار ينتشوان خه دونغ، مطار ييوو، مطار تشانغجياجيه هيهوا، مطار تشنغتشو الدولي |
| Chongqing Airlines       | مطار ووهان الدولي، مطار نانيانغ يانتشنغ |
| Dalian Airlines          | مطار بكين العاصمة الدولي، مطار داليان الدولي، مطار حيفي شينكياو الدولي |
| Donghai Airlines         | مطار قويلين يانغ جيانغ الدولي، مطار شيهيان ودانغشان، مطار تشنغتشو الدولي |
| Fuzhou Airlines          | مطار فوتشو تشانغله الدولي، مطار شيجياتشوانغ تشنغدينغ الدولي |
| طيران جي إكس             | مطار سوفارنابومي الدولي، مطار بيجي فيشونغ، مطار تشانغشا هوانغوا الدولي، مطار تشنغدو تيانفو الدولي، Chenzhou، مطار تشونغتشينغ جيانغبى الدولي، مطار داليان الدولي، Ezhou، مطار فويانغ شيغوان، مطار قانتشو هوانتشين، مطار هايكو ميلان الدولي، Heze، مطار هوهوت بايتا الدولي، مطار زيجانغ، مطار جينان الدولي، Jingzhou، مطار جينينغ كوفو، مطار لانتشو تشونغ تشوان، مطار لويانغ الدولي، مطار نانيانغ جيانغ يينغ، مطار غينغادو جياودونغ الدولي، مطار شيهيان ودانغشان، مطار شانغي سنغافورة، مطار تانغشان سانوهي، مطار تيانجين الدولي، مطار شيان شيانيانغ الدولي، مطار شانغينغ ليوجي، مطار سوزهو جوانين، مطار ييتشانغ سانشيا، مطار يولين يو يانغ، مطار تشنغتشو الدولي |
| خطوط هاينان الجوية       | مطار تشانغشا هوانغوا الدولي، مطار داليان الدولي، مطار هايكو ميلان الدولي، Jingzhou، مطار نانتشانغ تشانغبى الدولي، مطار سانيا فينيكس الدولي، مطار تاييوان وسو الدولي |
| Hebei Airlines           | مطار شيجياتشوانغ تشنغدينغ الدولي |
| خطوط جونياو الجوية       | مطار نانجينغ الدولي، مطار شانغهاي بودنغ الدولي، مطار شياوغويان غويتو، مطار سنن شوفانغ الدولي |
| Kunming Airlines         | مطار ساني ليجيانغ، مطار ديهونغ مانغشي، مطار تينغشونغ توفينغ |
| Lanmei Airlines          | مطار بنوم بنه الدولي |
| طيران لونج               | مطار هونغ كونغ الدولي |
| خطوط لاكي الجوية         | مطار جييانغ شاوشان، مطار ميانيانغ نانيجو، مطار تشنغتشو الدولي |
| طيران نوك                | مطار دون موينغ |
| خطوط طيران أوكاي         | مطار هايكو ميلان الدولي، مطار حيفي شينكياو الدولي، مطار غايلي هوانغبينغ، مطار لانتشو تشونغ تشوان، مطار سانيا فينيكس الدولي، مطار شيهيان ودانغشان، مطار تيانجين الدولي، مطار ووهان الدولي، مطار شينتشو وتايشهان، Yan'an، مطار يبين واليانجي، مطار ينتشوان خه دونغ، مطار تشانغجياجيه هيهوا، |
| Qingdao Airlines         | مطار تشانغتشون الدولي، مطار هوايان ليانشوي، مطار غينغادو جياودونغ الدولي، مطار شنيانغ الدولي، مطار ونزهو يونجقيانج الدولي، مطار يانغزهو تايزهو |
| Royal Air Philippines    | عارض: مطار نينوي أكوينو الدولي |
| Ruili Airlines           | مطار لانجانغ، مطار ديهونغ مانغشي، مطار نانتونغ شينغ دونغ، مطار تينغشونغ توفينغ |
| سكوت للطيران             | مطار شانغي سنغافورة |
| خطوط شاندونغ الجوية      | مطار إينشي شوجيابينغ، مطار هاربين الدولي، مطار حيفي شينكياو الدولي، مطار جينان الدولي، مطار غينغادو جياودونغ الدولي، مطار ووهان الدولي، مطار ينتشوان خه دونغ، مطار رينهواي ماوتاي |
| خطوط شانغهاي الجوية      | مطار شانغهاي هونغكياو الدولي، مطار شانغهاي بودنغ الدولي |
| خطوط شينزين الجوية       | مطار تشانغتشو بيننو، مطار تشنغدو تيانفو الدولي، مطار تشونغتشينغ جيانغبى الدولي، مطار داليان الدولي، مطار فوتشو تشانغله الدولي، مطار حيفي شينكياو الدولي، مطار هويزهو بينجتان، مطار ليني شوبولينغ، مطار نانتشانغ تشانغبى الدولي، مطار نانجينغ الدولي، مطار نانتونغ شينغ دونغ، مطار جينجيانغ تشيوانتشو، مطار شنيانغ الدولي، مطار شينزين باوان الدولي، مطار تاييوان وسو الدولي، مطار ونزهو يونجقيانج الدولي، مطار ووهان الدولي، مطار سنن شوفانغ الدولي، مطار شيامن قاوتشي الدولي، مطار شيان شيانيانغ الدولي، مطار ينتشوان خه دونغ، مطار يونتشنغ قوانقونغ، مطار تشنغتشو الدولي |
| خطوط سيتشوان الجوية      | مطار تشانغتشون الدولي، مطار تشانغتشو بيننو، مطار تشنغدو شوانغليو الدولي، مطار تشنغدو تيانفو الدولي، مطار تشونغتشينغ جيانغبى الدولي، مطار فوتشو تشانغله الدولي، مطار غوانغيون بانلونغ، مطار هايكو ميلان الدولي، مطار هانغتشو شياوشان الدولي، مطار هاربين الدولي، مطار جيوتشايقو هوانغ لونغ، مطار لينفين ياودو، مطار لوئهو يونلونغ، مطار نانتشانغ تشانغبى الدولي، مطار تيانجين الدولي، مطار أورومتشي الدولي، مطار ووهان الدولي، مطار شيتشانغ تشينغشان، مطار شينينغ الدولي، مطار تشنغتشو الدولي |
| سبرينغ (شركة طيران)      | مطار دون موينغ، مطار سوفارنابومي الدولي، مطار داليان الدولي، مطار كوالالمبور الدولي، مطار بنوم بنه الدولي، مطار شيجياتشوانغ تشنغدينغ الدولي، مطار شانغي سنغافورة، مطار يانغزهو تايزهو |
| خطوط تيانجين الجوية      | مطار هايكو ميلان الدولي، مطار هانتشونغ جهينغو، Lianyungang، مطار يولين يو يانغ |
| الخطوط الجوية الفيتنامية | مطار كام رانه الدولي |
| West Air ‏                | مطار تشونغتشينغ جيانغبى الدولي، مطار حيفي شينكياو الدولي، مطار جينجيانغ تشيوانتشو، مطار تشنغتشو الدولي |
| خطوط زيامن الجوية        | مطار فوتشو تشانغله الدولي، مطار هانغتشو شياوشان الدولي، مطار غينغادو جياودونغ الدولي، مطار جينجيانغ تشيوانتشو، مطار تيانجين الدولي، مطار ووهان الدولي، مطار شيامن قاوتشي الدولي |

### الشحن
| شركـات طيـران                | الوجهات                                                                         |
| ---------------------------- | ------------------------------------------------------------------------------- |
| الخطوط الجوية الصينية للشحن  | مطار شانغهاي بودنغ الدولي                                                       |
| الخطوط الجوية الصينية للبريد | مطار نانتشانغ تشانغبى الدولي، مطار نانجينغ الدولي                               |
| طيران راية                   | مطار السلطان عبد العزيز شاه                                                     |
| خطوط أس أف الجوية            | مطار هانغتشو شياوشان الدولي، مطار تان سون نهات الدولي، مطار شينزين باوان الدولي |
| Tianjin Air Cargo            | مطار شانغي سنغافورة                                                             |
| YTO Cargo Airlines           | مطار شانغي سنغافورة                                                             |